# Las Minas, Puebla
Las Minas är en ort i Mexiko.   Den ligger i kommunen Santa Inés Ahuatempan och delstaten Puebla, i den sydöstra delen av landet, 160 km sydost om huvudstaden Mexico City. Las Minas ligger 1 819 meter över havet och antalet invånare är 130.
Terrängen runt Las Minas är huvudsakligen kuperad, men åt nordost är den platt. Las Minas ligger uppe på en höjd. Runt Las Minas är det glesbefolkat, med 17 invånare per kvadratkilometer. Närmaste större samhälle är Acatlán de Osorio, 17,2 km söder om Las Minas. I omgivningarna runt Las Minas växer huvudsakligen savannskog.